# Juan Botella Ruiz-Castillo
Juan Botella Ruiz-Castillo (Madrid, 4 de gener de 1961) és un director artístic i dissenyador de producció de cinema espanyol, guanyador del Premi Goya. Va estudiar ciències econòmiques a la Universitat Complutense de Madrid, on s'especialitzà en política monetària i sector públic. Tanmateix ho deixà per dedicar-se al cinema. El 1986 fou assistent de producció a El año de las luces i el 1990 dissenyador de producció a la sèrie La mujer de tu vida. El 1992 li fou atorgat el Goya a la millor direcció artística per Belle Époque. Posteriorment ha estat director artístic de La buena estrella (1997), Los dos lados de la cama (2005), Ladrones (2007) i Ocho apellidos vascos (2014), i a les sèries de televisió Aquí no hay quien viva (2006), Cazadores de hombres (2008) i Hay alguien ahí (2009). El 2010 fou nominat amb Marta Blasco als Premis Gaudí per La dona de l'anarquista.
També ha estat dissenyador de producció a La niña de tus ojos (1998), Lágrimas negras (1998) i la sèrie Petra Delicado (1999).